# Rhyscotoides silvestrii
Rhyscotoides silvestrii là một loài chân đều trong họ Rhyscotidae. Loài này được Arcangeli miêu tả khoa học năm 1950.